# 東大阪市文化創造館
1. ・ホール内観（客席から見たステージ）
2. ・ホール内観（ステージから見た客席）
3. ・エントランスロビー
4. ・ホワイエ 等

東大阪市文化創造館（ひがしおおさかしぶんかそうぞうかん）は、大阪府東大阪市にある芸術センター。

## 概要
当館は、1967年4月に旧市民会館、1967年10月に旧文化会館がそれぞれ完成したが、50年近く経過し老朽化が進行しているとともに、耐震性に課題を有していたことから、2019年9月1日に東大阪市立中央病院（1998年閉鎖）跡地に機能を集約し、東大阪市文化創造館として建設された、大ホール、小ホール、音楽スタジオ、水屋や炉を備えた和室などから成る複合文化施設である。周辺には、司馬遼太郎記念館や田辺聖子文学館、谷岡記念館（大阪商業大学商業史博物館）など文化施設も近い。旧市民会館跡地については、東大阪商工会議所新会館を誘致し、その1階部分に永和図書館が新たに整備された。
施設の概要としては、すぐれた音響空間を備えた1,500席の大ホールと300席の小ホール、市民活動や会議、研修など多彩な用途に利用できる創造支援室等が20室。誰でも利用ができるカフェレストランが併設。クラシック、ポップス、ジャズ、オペラ、ミュージカル、ダンス、演劇、伝統芸能、演芸などの多彩な公演が可能。また、本館の整備運営には民間活力を活用したPFI方式を導入。財政負担の縮減や民間ノウハウによるサービス向上を図っている。PFI方式による施設整備は、消防局・中消防署に次いで2例目となる。
大ホールと小ホールには命名権があり、大ホールは同市に本社を置く大阪ホーム販売が取得し『Dream House大ホール』と命名、小ホールはジャトーが取得し『ジャトーハーモニー小ホール』と命名。

## 沿革
- 1967年 - 市民会館及び文化会館の建設。
- 2014年10月 - 新市民会館整備基本構想を策定[3]。
- 2014年12月31日 - 文化会館の閉館[4]。
- 2015年3月 - 新市民会館整備基本計画を策定。民間活力を活用したPFI方式により進めることに決定。
- 2015年6月30日 - 市民会館の閉館[4]。
- 2015年11月 - 新市民会館管理運営基本計画を策定[5]。
- 2016年7月 - 選定委員会において、施設の整備運営を行う事業者を選定[6]。
- 2016年10月 - 市議会で関係議案の議決を経て、施設整備運営の事業契約を締結。また、東大阪市文化創造館条例を制定[7]。
- 2017年9月 - 建設工事に着手。
- 2019年8月3日 - 竣工記念式典を挙行[8]。
- 2019年9月1日 - グランドオープン。

## 施設
大ホール
1,500席、プロセニアム形式のホール。1階席から3階席まで客席がある。舞台設備として、オーケストラピット、可動式音響反射板を備える。コンサートグランドピアノは、スタインウェイD-274 及び ヤマハCFX。
小ホール
300席。舞台設備として、可動式音響反射板を備える。グランドピアノは、スタインウェイD-274。
他

## 設計・音響設計・施工
2016年8月2日、特別目的会社（SPC）「PFI東大阪文化創造館株式会社」が設立、設計・建設・運営及び維持管理を行う。
- 設計：株式会社大林組、株式会社佐藤総合計画
- 施行：株式会社大林組
- 音響設計、施工：株式会社永田音響設計
- 運営・維持管理
  - 株式会社共立、株式会社大阪共立：照明や音響、舞台管理などの運営管理とオペレーションサポート
  - 株式会社リバティ・コンサーツ、株式会社キョードーマネジメントシステムズ：コンサート・プロモーター、コンサート・演劇・ミュージカル・落語、美術展等のエンタテインメントを企画・運営
  - 株式会社東急コミュニティ：建物保守管理、設備保守管理、外構保守管理、備品保守管理、修繕更新、環境衛生管理、植栽管理、駐車場の管理運営、付帯事業（まちライブラリーカフェ・自動販売機）の運営
  - 大林ファシリティーズ株式会社：電気設備、空調設備、防災設備、昇降設備、給排水設備などの設備管理

## アクセス
- 近鉄奈良線八戸ノ里駅から北に約 200 m、徒歩5分